# Russ Marchuk
Pour les articles homonymes, voir Marchuk.
 (avril 2013).
Si vous disposez d'ouvrages ou d'articles de référence ou si vous connaissez des sites web de qualité traitant du thème abordé ici, merci de compléter l'article en donnant les références utiles à sa vérifiabilité et en les liant à la section « Notes et références ».
Russ Marchuk, né en septembre 1946 à Regina, est un homme politique canadien, il est élu à l'Assemblée législative de la Saskatchewan lors de l'élection provinciale de 2011 sous la bannière du Parti saskatchewanais ; il représente la circonscription électorale du Parc Douglas de Regina. Il ne se représente pas en 2016.